# Haas 2

Foguete Haas 2

O Haas 2 é um veículo de lançamento orbital romeno de dois estágios que encontra-se em desenvolvimento pela ARCA (ONG).

## Características

Impressão artística do avião supersônico IAR 111 lançando um foguete Haas 2

O mesmo foi projetado para ser carregado sob a fuselagem do avião supersônico IAR 111, que liberará o foguete Haas 2 durante o voo e os propulsores do foguete serão acionados fazendo com que o Haas 2 alcance à órbita. Ele será alimentado pelo novo motor de foguete de combustível líquido Executor em desenvolvimento pela ARCA. Sua altitude de lançamento pretendida é de aproximadamente 17.000 metros. Pretende-se colocar uma carga útil de 400 kg em órbita terrestre baixa.

## Objetivo
O foguete está programado para lançar uma sonda que participar na competição "Google Lunar X Prize", cujo grande prêmio é no valor de 30 milhões de dólares. O concurso será vencido pela equipe que conseguir até o final de 2015 enviar à Lua um veículo capaz de viajar 500 metros sobre a superfície lunar e tirar uma foto e enviar para a Terra.